# Megasoma elephas
Megasoma elephas, soms olifantkever genoemd, is een keversoort uit de familie van de Scarabaeidae (Bladsprietkevers). De wetenschappelijke naam van de soort is voor het eerst geldig gepubliceerd in 1775 door Fabricius.
De volwassen kever wordt 7 tot 12 centimeter groot.
De kever komt voor in Zuid- en Centraal-Amerika, het zuiden van Texas en Australië.